# Jacqueline West
Jacqueline West é uma designer de moda e figurinista estadunidense. Seus trabalhos se tornaram conhecidos mundialmente no cinema como em filmes de Hollywood; por exemplo, The League of Extraordinary Gentlemen, The Tree of Life e Seventh Son. Foi indicada ao Oscar na categoria de melhor figurino em três ocasiões: Quills (2001), The Curious Case of Benjamin Button (2009) e The Revenant (2016).